# Селемелик
Селемелик (на турски: Selemelik) е село в околия Бафра, вилает Самсун, Турция. На между 100 и 200 метра надморска височина. Намира се на 64 км от град Самсун и на 14 км от град Бафра. Населението му през 2000 г. е 512 души. Населено е предимно с българи–мюсюлмани (помаци). Те се заселват в селото през май 1924 г. Произхождат от района на Драма (селата Драчища, Кючюккьой, Микрохори) в днешна Гърция.